# Liste des longs métrages syriens proposés à l'Oscar du meilleur film international
Cet article présente la liste des longs métrages syriens proposés à l'Oscar du meilleur film international.

## Films proposés par la Syrie
| Année (Cérémonie) | Titre français     | Titre original | Réalisateur | Résultat  |
| ----------------- | ------------------ | -------------- | ----------- | --------- |
| 2018 (90e)        | Little Gandhi (en) | غاندي الصغير   | Sam Kadi    | Non nommé |